# 小田祐士
小田 祐士（おだ ゆうじ、1955年12月16日 - ）は、日本の政治家。元岩手県 野田村長（5期）。全国簡易水道協議会会長。

## 来歴
岩手県野田村出身。1978年 (昭和53年)、九州産業大学工学部卒業。1979年、野田村役場職員採用。1996年 (平成8年)、国民宿舎えぼし荘副支配人。1998年、同水道課下水道係長。2002年、同農林商工課農林係長。2004年、同主任主査。
2005年、当時の村長辞職に伴う出直し選に立候補し初当選。
2009年、村長選で同じ一騎打ちを制し再選。全国簡易水道協議会の副会長に選任された。
2013年、村長選でやはり同じ一騎打ちを制し3選。
2017年、村長選を無投票で4選。
2019年、全国簡易水道協議会（簡水協）令和元年度通常総会で会長就任。
2021年、村長選を無投票で5選。同年11月、簡易水道整備促進全国大会を主催し、簡易水道の基盤強化に向け、予算確保をアピール。

## その他役職
- 簡水協では岩手県支部簡易水道部会長、理事、副会長、会長職務代行を歴任[3]